# Francisco Mira
Pas d'image ? Cliquez ici

a Compétitions nationales et continentales officielles uniquement.

b Matchs officiels uniquement.
Dernière mise à jour le 2 décembre 2024.
Francisco Mira, né le 7 janvier 1986, est un joueur de rugby à XV portugais. Il joue avec l'équipe du Portugal au poste de ailier.

## Statistiques
- 15 sélections avec le Portugal entre 2007 et 2011
- 5 points (1 essai)